# Ortezzano
Ortezzano é uma comuna italiana da região dos Marche, província de Fermo, com cerca de 828 habitantes. Estende-se por uma área de 6 km², tendo uma densidade populacional de 138 hab/km². Faz fronteira com Carassai (AP), Montalto delle Marche (AP), Monte Rinaldo, Monte Vidon Combatte, Montottone.

## Demografia
| Variação demográfica do município entre 1861 e 2011                               |
|                                                                                   |
| Fonte: Istituto Nazionale di Statistica (ISTAT) - Elaboração gráfica da Wikipedia |